# Malardo di Chartres
Malardo (... – Chartres, 15 gennaio VII secolo) fu vescovo di Chartres, documentato dal 638 al 653, venerato come santo dalla Chiesa cattolica.

## Biografia e culto
Questo santo vescovo, forse di origini germaniche, è storicamente documentato in tre occasioni attorno alla metà del VII secolo. Il suo nome appare in un privilegio concesso all'abbazia di Rebais nel 638 e sottoscrisse quello concesso all'abbazia di Saint-Denis di Parigi nel 653. Inoltre prese parte al concilio di Chalon del 650 e ne sottoscrisse gli atti. Fu sepolto nell'abbazia di Saint-Martin-au-Val a Chartres.
Il suo culto risale al XVIII secolo, anche se vi sono tracce più antiche. Il Martirologio Romano lo ricorda il 15 gennaio con queste parole: